# گمینا نووا دنبا
گمینا نووا دنبا (به لهستانی:  Gmina Nowa Dęba) یک گمینا در لهستان است که در شهرستان تارنوبژگ واقع شده‌است. گمینا نووا دنبا ۱۴۲٫۵۲ کیلومتر مربع مساحت و ۱۸٬۴۲۲ نفر جمعیت دارد.